# 山崎耕一 (歴史学者)
山﨑 耕一（やまざき こういち、1950年 - ）は、日本の歴史学者。専門はフランス近代史、社会思想史。一橋大学社会科学古典資料センター教授、日仏歴史学会副会長等を務めた。

## 人物・経歴
神奈川県出身。1973年一橋大学社会学部卒業。1975年一橋大学大学院社会学研究科修士課程修了。1978年パリ第1大学第3課程退学。1980年一橋大学大学院社会学研究科博士課程単位修得満期退学。古賀英三郎や、津田内匠の指導を受けた。
1980年一橋大学社会学部助手。1983年武蔵大学人文学部助教授。1990年同教授。2000年、渡会勝義の後任として一橋大学社会科学古典資料センター教授に就任。一橋大学大学院社会学研究科総合社会科学専攻社会文化研究分野（社会思想）教授併任。2014年定年退職、特任教授。2016年任期満了退職。後任の社会科学古典資料センター教授は屋敷二郎。
専門はフランス近代史、フランス革命史で、2007年『啓蒙運動とフランス革命 : 革命家バレールの誕生』で一橋大学博士（社会学）。審査員森村敏己、古茂田宏、小関武史。2014年日仏歴史学会副会長。

## 著作

### 著書
- 『ドキュメント『5月革命』』（山崎カトリーヌと共著）第三書房 1988年
- 『ミニ・コンヴェルサスィオン』（山崎カトリーヌと共著）第三書房 1995年
- 『ヨーロッパ世界と旅』（共著）法政大学出版局 1997年
- 『メンガー『国民経済学原理』初版特製本における書き込みの復刻とその内容分析』一橋大学 2002年
- 『ある地方弁護士における「啓蒙」』一橋大学社会科学古典資料センター 2005年
- 『啓蒙運動とフランス革命』刀水書房 2007年
- 『フランス史研究入門』（佐藤彰一・中野隆生編、共著）山川出版社 2011年
- 『フランス革命史の現在』（松浦義弘と共編）山川出版社 2013年
- 『フランス革命―「共和国の誕生」』刀水書房 2018年

### 訳書
- アルベール・ソブール『大革命前夜のフランス：経済と社会』法政大学出版局 1982年、新装版2015年
- ジャック・ゴデショ『フランス革命年代記』（共訳）日本評論社 1989年
- ルネ・セディヨ『フランス革命の代償』草思社 1991年、草思社文庫 2023年
- マリア・ベトレム,カステラ・イ・プジョルス『見えざるフランス革命』一橋大学社会科学古典資料センター 2012年
- ジョナサン・イスラエル『精神の革命 : 急進的啓蒙と近代民主主義の知的起源』みすず書房 2017年